# Liliacul cu epoleți al lui Franquet
Liliacul cu epoleți al lui Franquet (Epomops franqueti) este un liliac frugivor din familia Pteropodidae care trăiește în Africa Centrală și este gazda naturală a virusului Ebola.

## Descrierea
Lungimea cap + trunchi 13,5-18 cm; lungimea antebrațului 7-10 cm; nu are coadă; greutatea 56-115 g. 
Blana este de culoare brună sau crem, parțile laterale sunt de culoare brun închis cu pete mari albe pe abdomen. Au epoleții albi sau galbeni pe umăr care sunt ascunși într-o pungă, până când mușchii pielii întorc pe dos smocurile de păr pentru a le expune. 
Masculii au doi saci faringieni mari și un laringe lărgit care le permite să scoată un sunet ascuțit. 

## Răspândirea
În vestul Africii Centrale.
A fost găsit în următoarele țări: Angola; Benin; Camerun; Republica Centrafricană; Congo; Republica Democrată Congo; Coasta de Fildeș; Guineea Ecuatorială; Gabon; Ghana; Nigeria; Ruanda; Sudanul de Sud; Tanzania; Togo; Uganda; Zambia.

## Habitatul
Trăiesc în pădurile tropicale umede, păduri de câmpie și în savana cu păduri. 

## Comportamentul
Trăiesc solitar sau în grupuri mici alcătuite de doi sau trei indivizi. 
Masculii cântă scoțând un sunet ascuțit. Când sunt prinși în plasă, atât masculii, cât și femelele emit zgomote defensive pițigăiate. 

## Hrana
Se hrănesc cu fructe. Pentru a prinde hrana ei plasează buzele în jurul fructului și sug sucul și părțile moi ale fructelor. 

## Reproducerea
Sunt poligame. Se pare că au două sezoane de reproducere. 
Puii se nasc la începutul fiecăreia dintre cele două sezoane ploioase. Gestația durează de la 5 pana la 6 luni. Nasc de obicei un singur pui. 
Femelele ating maturitatea sexuală la 6 luni și pot concepe la un an, masculii ating maturitatea sexuală la 11 luni. 

## Starea de conservare
Nu este o specie amenințată cu dispariția

## Importanța
Este considerat a fi un mare dăunător agricol. 
Este unul dintre cele trei specii de lilieci frugivori din Africa infectați asimptomatic cu virusul Ebola.